# 天下第二泉
天下第二泉指的是江苏省无锡市惠山脚下的惠山泉。

## 历史

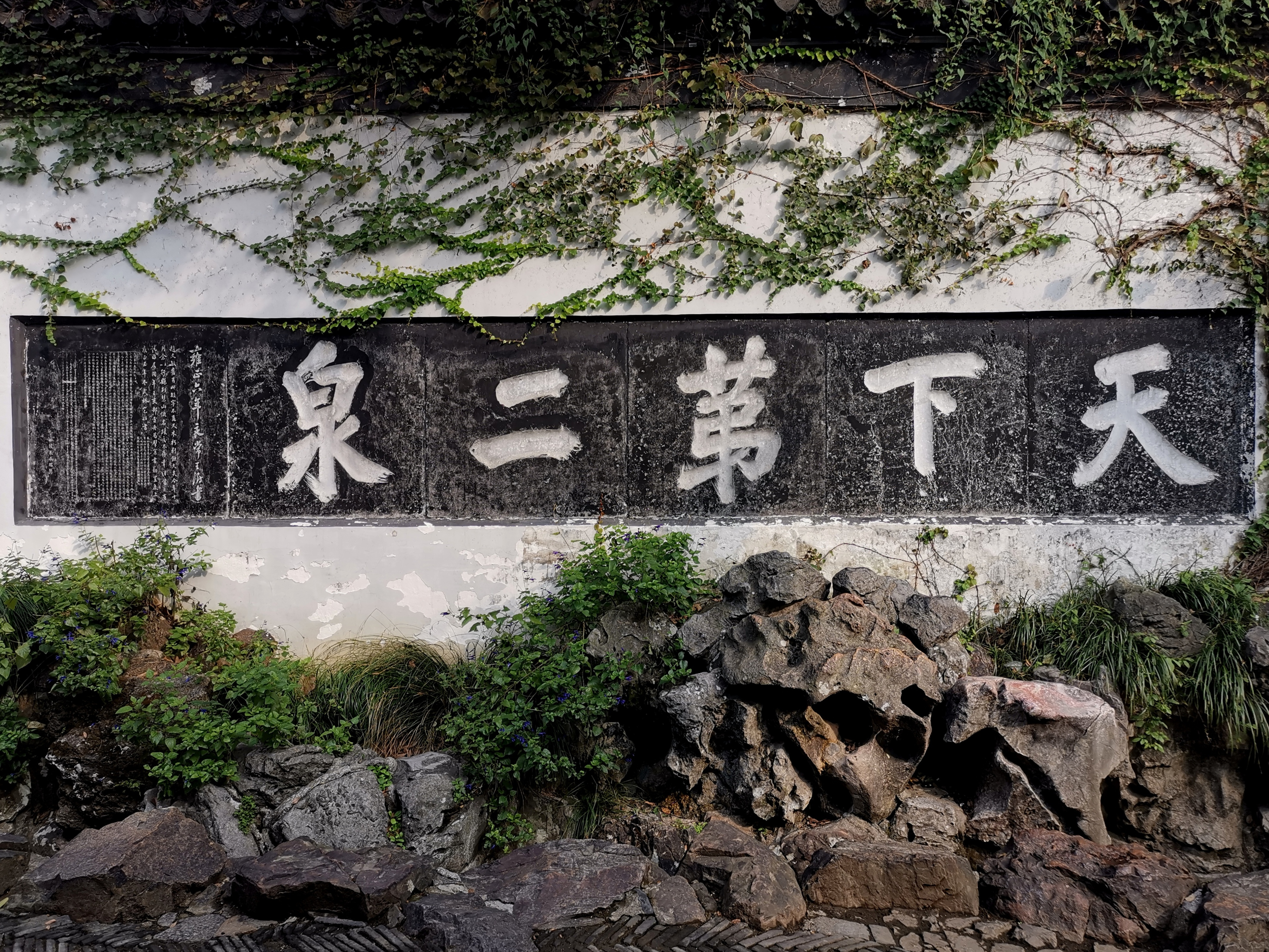
惠山天下第二泉

惠山有九龙十三泉，二泉最负盛名。此泉的开凿约在唐大历末年，原名惠山泉。据唐代常州刺史独孤及在《惠山寺新泉记》中记载：“吴西神山足，山下多泉。无锡令敬澄字源深，以割鸡之余，考古按图，茸而筑之”。
据唐朝张又新《煎茶水记》称，茶圣陆羽曾品定天下二十种煮茶用水，以惠山泉为第二，故又名“陆子泉”。
宋高宗赵构，曾饮泉于此，筑亭于泉上，名“二泉亭”，题称“源头活水”。
后朝宋元大书法家赵孟頫书“天下第二泉”刻于泉亭上。

## 建筑
二泉分上、中、下三池。上池八角形，水质最好，表面涨力大，满杯隆起数毫米而不溢，水色透明，甘冽可口。中池方形，水质较差。下池最大，长方形，凿于宋代，池壁有明弘治十四年（公元1501年）杨离雕刻的石螭首，泉水由螭口流入方池。池前有太湖石数块，叠成观音立鳌鱼象，世称观音石，左为龙女，右为善才。石下镌有四言铭文，落款“蕙岩”，乃明代礼部尚书顾可学别墅中遗物，于清乾隆年间移到此处。方池北面墙上“天下第二泉”大字，是清朝吏部员外郎王澍所书，字迹苍劲古朴。 

## 其他
民间音乐家华彦钧（瞎子阿炳）创作的《二泉映月》将天下第二泉的名气推广到了全世界。